# Asterix az olimpián
Az Asterix az olimpián (eredeti cím: Astérix aux jeux olympiques) 2008-ban bemutatott francia–német–spanyol koprodukcióban készült filmvígjáték, az Asterix-füzeteken alapuló harmadik élőszereplős film. A címszerepben Christian Claviert Clovis Cornillac váltja, a további fontosabb szerepek alakítói Gérard Depardieu, Benoît Poelvoorde és Alain Delon, de olyan nemzetközi sztársportolók is feltűnnek a vásznon, mint Michael Schumacher és Zinédine Zidane. A film René Goscinny és Albert Uderzo képregénye alapján készült, a forgatókönyvet Thomas Langmann írta, a filmet Frédéric Forestier rendezte, a zenéjét Frédéric Talgorn szerezte, a producere Jérôme Seydoux volt. A Canal+, a Constantin Film, a Motion Investment Group, a Pathé, a SOROlla Films, a TF1 és a TriPictures készítette, a Pathé forgalmazta. A filmben szerepelt Oláh Dóra, magyar színésznő is.
A film világpremierje 2008. január 13-án volt Párizsban, majd a január 30-át követő hétvégén számos európai országban a mozikba került, köztük Magyarországon is.
Az Asterix az olimpián 78 millió eurós költségvetésével a valaha készült legdrágább európai film.
A magyar szinkronban ez volt Selmeczi Roland utolsó munkája, aki közúti balesetben hunyt el.

## Cselekmény
A gall Habarodix szerelembe esik egy görög hercegkisasszonnyal, azonban a szépség kegyeire pályázik Julius Caesar fia, Brutus is. A lány kezét édesapja annak adja, aki megnyeri az ókori olimpiai játékokat. Asterix és Obelix így hát felkerekedik, hogy varázslöttyük segítségével megnyerjék a megmérettetést, felülkerekedve a rómaiakon.

## Szereplők
| Szereplő                | Színész                              | Magyar hang        |
| ----------------------- | ------------------------------------ | ------------------ |
| Asterix                 | Clovis Cornillac                     | Galkó Balázs       |
| Obelix                  | Gérard Depardieu                     | Helyey László      |
| Caesar                  | Alain Delon                          | Fülöp Zsigmond     |
| Brutus                  | Benoît Poelvoorde                    | Forgács Gábor      |
| Habarodix               | Stéphane Rousseau                    | Crespo Rodrigo     |
| Irina hercegnő          | Vanessa Hessler                      | Gubás Gabi         |
| Panoramix               | Jean-Pierre Cassel (dialóg felvétel) | Várkonyi András    |
| Szavanix                | Michael Herbig                       | Selmeczi Roland    |
| Francis Lalanix         | Francis Lalanne                      | Pusztaszeri Kornél |
| Docteurrmabus           | Santiago Segura                      | Csuja Imre         |
| Megnyuvasztusz          | José Garcia                          | Józsa Imre         |
| Humungus                | Nathan Jones                         | Bognár Tamás       |
| Nyelvenukusz            | Michael Herbig                       | Gardi Tamás        |
| Hasalógazfix            | Elric Thomas                         | Bácskai János      |
| Moletti                 | Dorothée Jemma                       | N/A                |
| Sokadikix               | Sim                                  | Baranyi László     |
| Sokadikix asszony       | Adriana Karembeu                     | Sági Tímea         |
| Automatix               | Eduardo Gómez                        | N/A                |
| Robusztusz              | Nathan Jones                         | Bolla Róbert       |
| Alpha                   | Luca Bizzarri                        | Kossuth Gábor      |
| Beta                    | Elie Semoun                          | Láng Balázs        |
| Omega                   | Paolo Kessisoglu                     | Bor László         |
| Numéric                 | Stéphane De Groodt                   | N/A                |
| Schumix                 | Michael Schumacher                   | Háda János         |
| Schumix főnöke          | Jean Todt                            | Pálfai Péter       |
| Tonus Parker            | Tony Parker                          | Katona Zoltán      |
| Tizedix                 | Zinédine Zidane                      | Presits Tamás      |
| Amélix                  | Amélie Mauresmo                      | N/A                |
| Patafux                 | Ínigo Navares                        | N/A                |
| Nésousix                | Luis Valdivieso Capell               | N/A                |
| Tükrös                  | Dany Brillant                        | N/A                |
| Stopix                  | Arnold Overhaart                     | N/A                |
| A spanyol hercegnő      | Elsa Pataky                          | N/A                |
| A görög király küldötte | Arsene Mosca                         | Kapácsy Miklós     |
| Druida                  | Vernon Dobtcheff                     | Holl János         |
| Edző                    | Patrice Thibaud                      | Harmath Imre       |
| Samagas, a görög király | Bouli Lanners                        | Besenczi Árpád     |
| Klaudiusz Muszkliusz    | Jérôme Le Banner                     | Bognár Tamás       |
| Skiccpausz              | Jamel Debbouze                       | Kerekes József     |
| Kaktusz Bonusz          | Jean-Pierre Castaldi                 | Hollósi Frigyes    |
| Szereplő                | Eredeti hang                         | Magyar hang        |
| Mesélő                  | Pierre Tchernia                      | Versényi László    |